# Oxynoemacheilus leontinae
Oxynoemacheilus leontinae é uma espécie de peixe actinopterígeo da família Balitoridae.
Pode ser encontrada nos seguintes países: Israel, Jordânia, Libano e Síria.
Os seus habitats naturais são: rios.